# باریزی-او-پلان
باریزی-او-پلان (به فرانسوی: Barisey-au-Plain) یک کمون (فرانسه) در فرانسه است که در canton of Colombey-les-Belles واقع شده‌است. باریزی-او-پلان ۱۰٫۸۵ کیلومتر مربع مساحت دارد ۲۷۹ متر بالاتر از سطح دریا واقع شده‌است.